# بين فرانك
بين فرانك (بالإنجليزية: Ben Frank)‏ هو ممثل أمريكي، ولد في 2 سبتمبر 1934، وتوفي في 11 سبتمبر 1990.

## وصلات خارجية
- بين فرانك على موقع IMDb (الإنجليزية)
- بين فرانك على موقع قاعدة بيانات الفيلم (الإنجليزية)